# Thoracostrongylus diaoluoensis
Thoracostrongylus diaoluoensis (лат.) — вид жуков-стафилинид из подсемейства Staphylininae (Staphylinini).

## Описание
Мелкие жуки с удлинённым телом, внешне напоминающие жуков рода Ontholestes. Длина тела у самцов около 9 мм, длина головы 1,5 мм, ширина головы 2,28 мм. По общему виду T. diaoluoensis похож на Thoracostrongylus acerosus, Thoracostrongylus fujianensis и Thoracostrongylus aduncatus, но может быть отличим от по срединной лопасти эдеагуса без апикального или субапикального зубца на дорсальной стороне.

## Распространение
Представители вида встречаются в Юго-Восточной Азии: Китай (Хайнань).

## Таксономия
Таксон Thoracostrongylus diaoluoensis был впервые описан в 2011 году